# Charlotte a Belgiei
Charlotte a Belgiei (Prințesa Marie Charlotte Amélie Augustine Victoire Clémentine Léopoldine a Belgiei), (n. 7 iunie 1840, Laeken, Belgia – d. 19 ianuarie 1927, Meise, Flandra, Belgia) a fost soția împăratului Maximilian I al Mexicului, anterior arhiduce de Austria.

## Prințesă a Belgiei

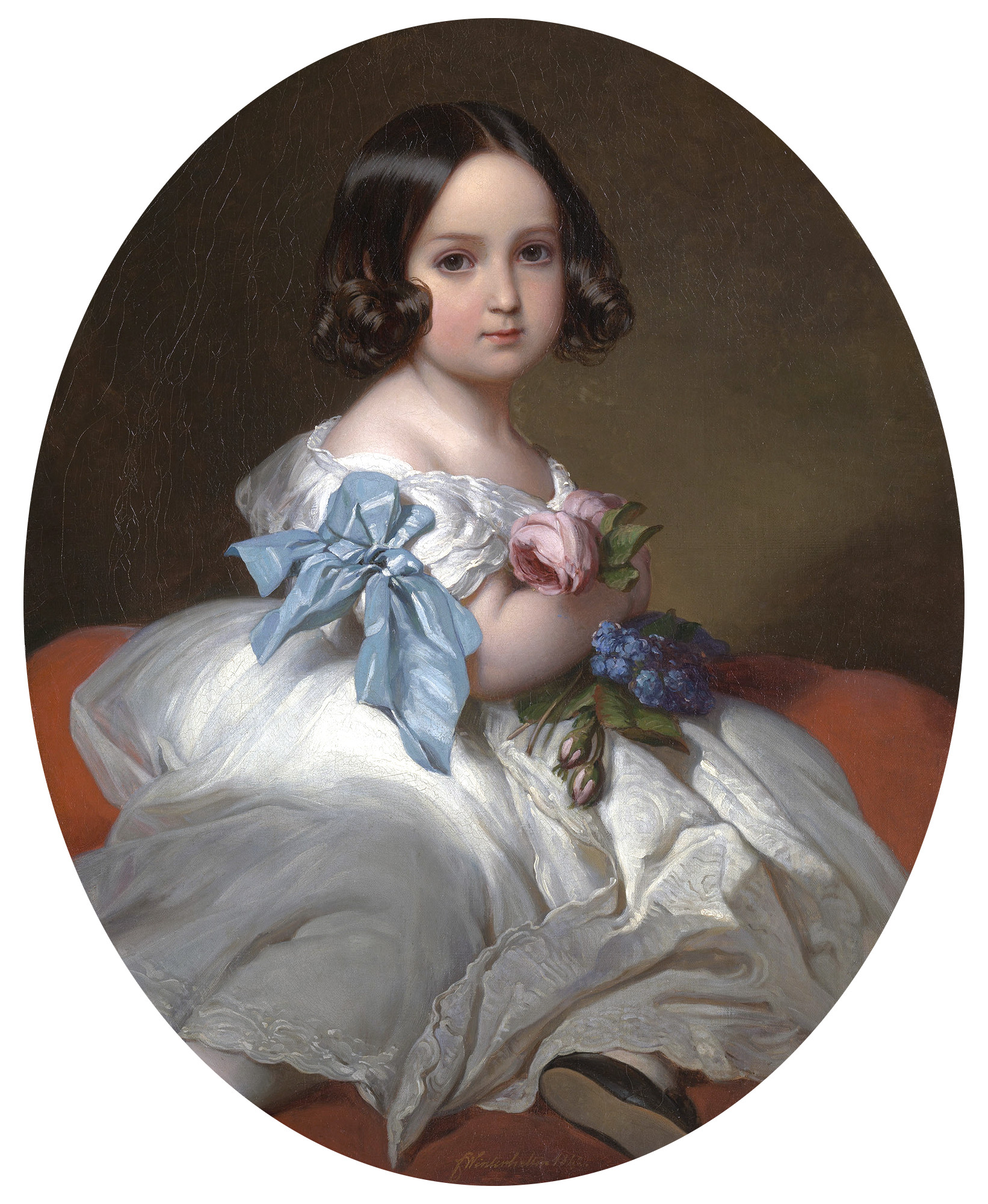
Prințesa Charlotte, de Franz Xaver Winterhalter.

Singura fiică a regelui Leopold I al Belgiei și a celei de-a doua soții Louise-Marie a Franței, Charlotte s-a născut la castelul regal Laeken din Bruxelles, Belgia. A fost numită după prima soție a tatălui său, Prințesa Charlotte Augusta de Wales care a murit la naștere. Charlotte a avut trei frați: Louis-Philippe, care a murit în copilărie, Leopold, care după decesul tatălui lor a devenit Leopold al II-lea al Belgiei și Prințul Philippe, Conte de Flandra. Era verișoară primară cu regina Victoria a Regatului Unit, cu soțul acesteia, Prințul Albert cât și cu Ferdinand al II-lea al Portugaliei.
Bunica favorită era Maria Amalia a celor Două Sicilii, regină a Franței, soția regelui Ludovic-Filip al Franței și nepoată a Mariei Antoneta. Au corespondat cu regularitate, în special când Charlotte era în Mexic.
Când Charlotte avea zece ani, mama sa, Louise-Marie, a murit de tuberculoză iar Charlotte a fost încredințată contesei de Hulste, o prietenă apropiată a familiei.

## Arhiducesă de Austria

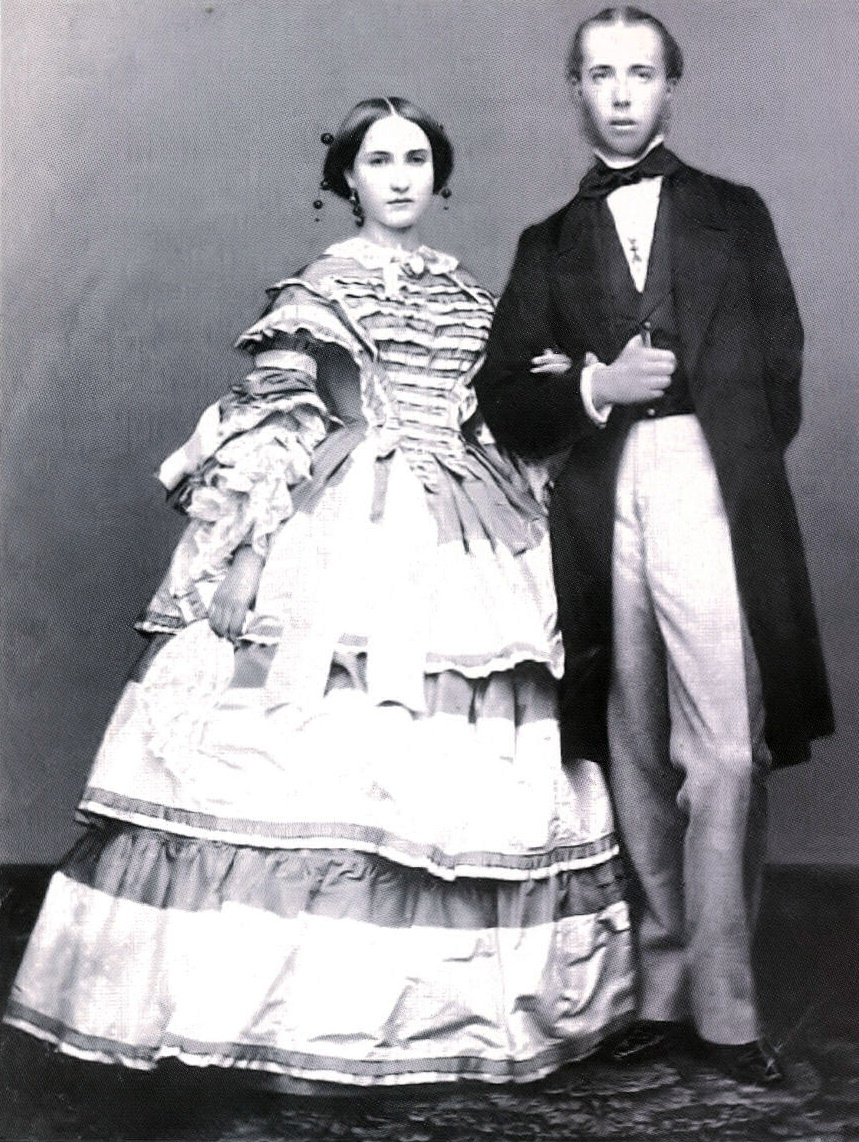
Fotografie a arhiducelui Maximilian și a arhiducesei Charlotte.

La 27 iulie 1857, la Bruxelles, Charlotte s-a căsătorit cu verișorul ei de gradul doi Arhiducele Maximilian de Austria, fratele mai mic al împăratului Franz Joseph I al Austriei. La curtea de la Viena era foarte apreciată de soacra sa care vedea în ea exemplul perfect al soției unui arhiduce austriac. Charlotte n-o plăcea pe împărăteasa Elisabeta (Sisi), soția lui Franz Iosif.
Se spune că arhiducesei îi displăcea legătura profundă care a existat între împărăteasă și Maximilian, care erau confidenți și împărtășeau aceleași gusturi pentru multe lucruri, mai ales că Elisabeta, cumnata sa, era admirată de toată lumea pentru frumusețea și farmecul ei.
Charlotte a petrecut mai mulți ani relativ fericit în Italia ca soție a lui Maximilian, în timp ce arhiducele a servit ca guvernator al provinciilor Lombardia și Veneția. Deși Lombardia și Veneția au fost apoi sub conducerea Imperiului austriac, nici Maximilian nici Charlotte nu au avut loc nici o putere reală.

## Împărăteasă a Mexicului
La începutul anului 1860, ambițiosul Napoleon al III-lea a inițiat o intervenție franceză în Mexic. Franța, dornică să transforme Mexicul într-un stat satelit, a căutat o figură adecvată pentru a deveni împărat al Mexicului. Maximilian a acceptat coroana mexicană și cuplul a navigat spre Lumea Nouă. Cuplul imperial a fost încoronat la catedrala metropolitană Mexico City în 1864 și a ales ca reședință castelul Chapultepec. Ca împărăteasă, Charlotte și-a luat numele de Carlota (numele spaniol pentru Charlotte). Carlota a încercat să ia în serios atribuțiile imperiale și a realizat chiar un tur al Yucatán și a vizitat ruinele Uxmal.
La numai câteva luni după încoronare, Napoleon al III-a început să semnalizeze abandonarea lui Maximilian, iar francezii au început să-și retragă trupele din Mexic. Acestă strategie a fost o lovitură fatală a tinerei monarhiei mexicane. Situația a fost agravată de o blocadă a Statelor Unite care au împiedicat întăriri franceze. Într-o încercare disperată de a salva tronul soțului ei, Charlotte s-a întors în Europa, în căutarea ajutorului pentru soțul ei, la Paris, la Viena și în cele din urmă la Roma, la Papa Pius al IX-lea. Eforturile ei au eșuat; a început să manifeste simptome de paranoia, a suferit un colaps profund cognitive și emoțional și nu s-a mai întors în Mexic.

### Familie
Charlotte și Maximilian nu au avut copii însă în 1865 cuplul imperial a adoptat pe Agustín de Iturbide y Green și Salvador de Iturbide y de Marzán – nepoți ai unui fost împărat al Mexicului, Agustín de Iturbide. După evenimentele din 1867 și după ce a devenit adult, Agustín a renunțat la drepturile la tronul mexican, a servit în armata mexicană și în cele din urmă a devenit profesor la Universitatea Georgetown.